# New Orleans Hornets 2008-2009
La stagione 2008-09 dei New Orleans Hornets fu la 7ª nella NBA per la franchigia.
I New Orleans Hornets arrivarono quarti nella Southwest Division della Western Conference con un record di 49-33. Nei play-off persero al primo turno con i Denver Nuggets (4-1).

## Roster
| N° | Naz.                     | Ruolo | Sportivo           | Anno | Alt. | Peso |
| -- | ------------------------ | ----- | ------------------ | ---- | ---- | ---- |
| 3  | Stati Uniti (bandiera)   | G     | Chris Paul         | 1985 | 183  | 79   |
| 4  | Nuova Zelanda (bandiera) | AC    | Sean Marks         | 1975 | 208  | 113  |
| 5  | Stati Uniti (bandiera)   | G     | Mike James         | 1975 | 188  | 85   |
| 6  | Stati Uniti (bandiera)   | C     | Tyson Chandler     | 1982 | 216  | 107  |
| 9  | Stati Uniti (bandiera)   | A     | Morris Peterson    | 1977 | 201  | 99   |
| 12 | Stati Uniti (bandiera)   | AC    | Hilton Armstrong   | 1984 | 211  | 107  |
| 16 | Serbia (bandiera)        | GA    | Predrag Stojaković | 1977 | 206  | 100  |
| 23 | Stati Uniti (bandiera)   | G     | Devin Brown        | 1978 | 196  | 100  |
| 30 | Stati Uniti (bandiera)   | A     | David West         | 1980 | 206  | 109  |
| 32 | Stati Uniti (bandiera)   | A     | Julian Wright      | 1987 | 203  | 102  |
| 33 | Stati Uniti (bandiera)   | C     | Melvin Ely         | 1978 | 208  | 118  |
| 40 | Stati Uniti (bandiera)   | A     | Ryan Bowen         | 1975 | 201  | 98   |
| 41 | Stati Uniti (bandiera)   | GA    | James Posey        | 1977 | 203  | 98   |
| 45 | Stati Uniti (bandiera)   | GA    | Rasual Butler      | 1979 | 201  | 93   |
| 50 | Stati Uniti (bandiera)   | G     | Antonio Daniels    | 1975 | 193  | 88   |

## Staff tecnico
- Allenatore: Byron Scott
- Vice-allenatori: Paul Pressey, Kenny Gattison, Charlie Parker
- Preparatore atletico: Terry Kofler